# Катовице Оупън
Катовице Оупън (на полски: Katowice Open) е ежегоден тенис турнир от категория „Международни“ на Женската тенис асоциация на клей кортове. Провежда се в полския град Катовице. От 2013 година заменя Откритото първенство на Дания.
Първото издание на турнира е спечелено от Ализе Корне.

## Финали

### Сингъл
| Година | Шампион       | Финалист       | Резултат               |
| ------ | ------------- | -------------- | ---------------------- |
| 2013   | Роберта Винчи | Петра Квитова  | 7 – 6(2), 6 – 1        |
| 2014   | Ализе Корне   | Камила Джорджи | 7 – 6(3), 5 – 7, 7 – 5 |

### Двойки
| Година | Шампион                                     | Финалист                       | Резултат     |
| ------ | ------------------------------------------- | ------------------------------ | ------------ |
| 2013   | Лара Аруабарена-Весино Лурдес Домингес Лино | Ралука Олару Валерия Соловьова | 6 – 4, 7 – 5 |